# Alena Fink-Trauschel

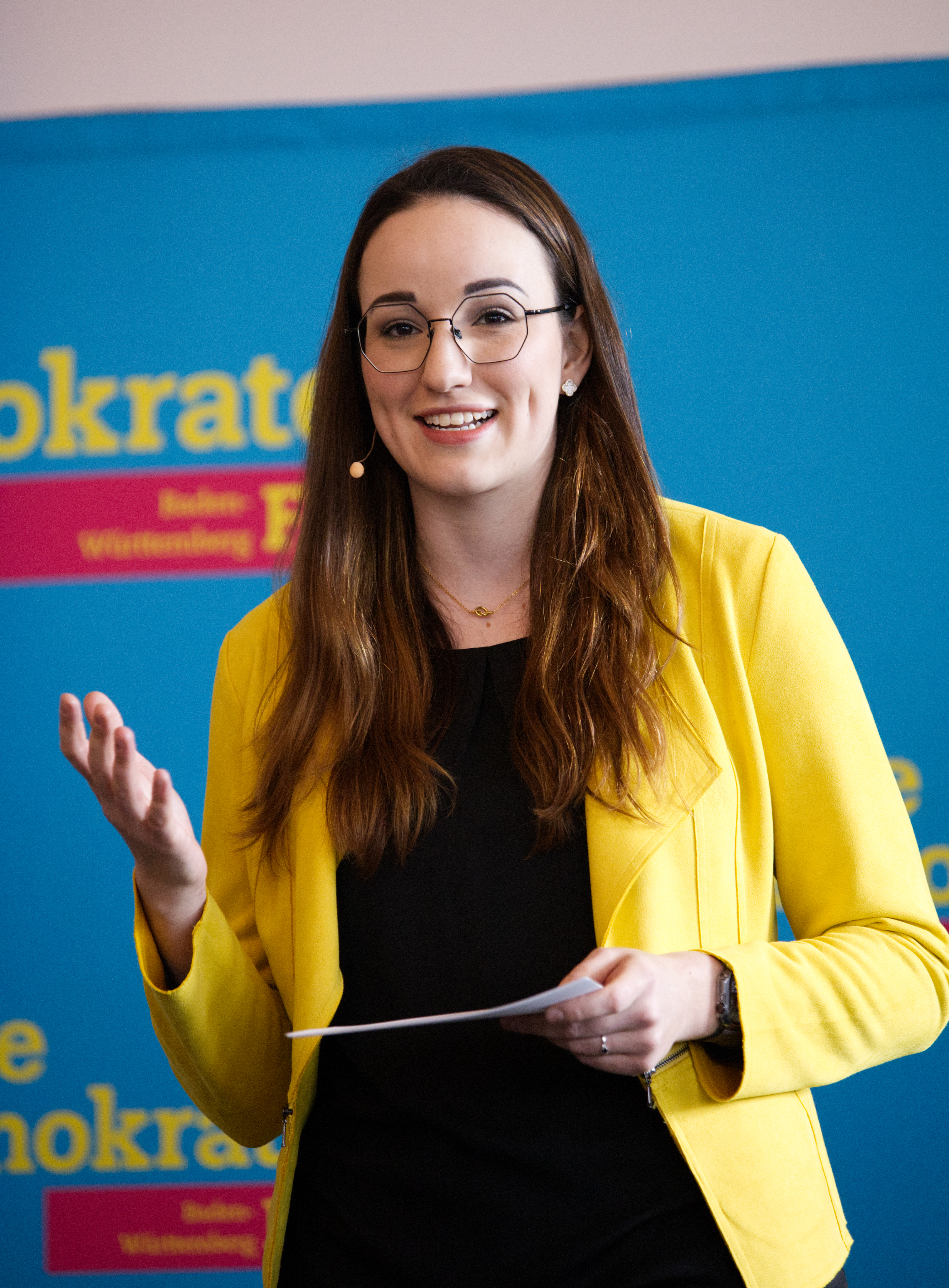
Fink-Trauschel beim Politischen Aschermittwoch der FDP Baden-Württemberg (2023)

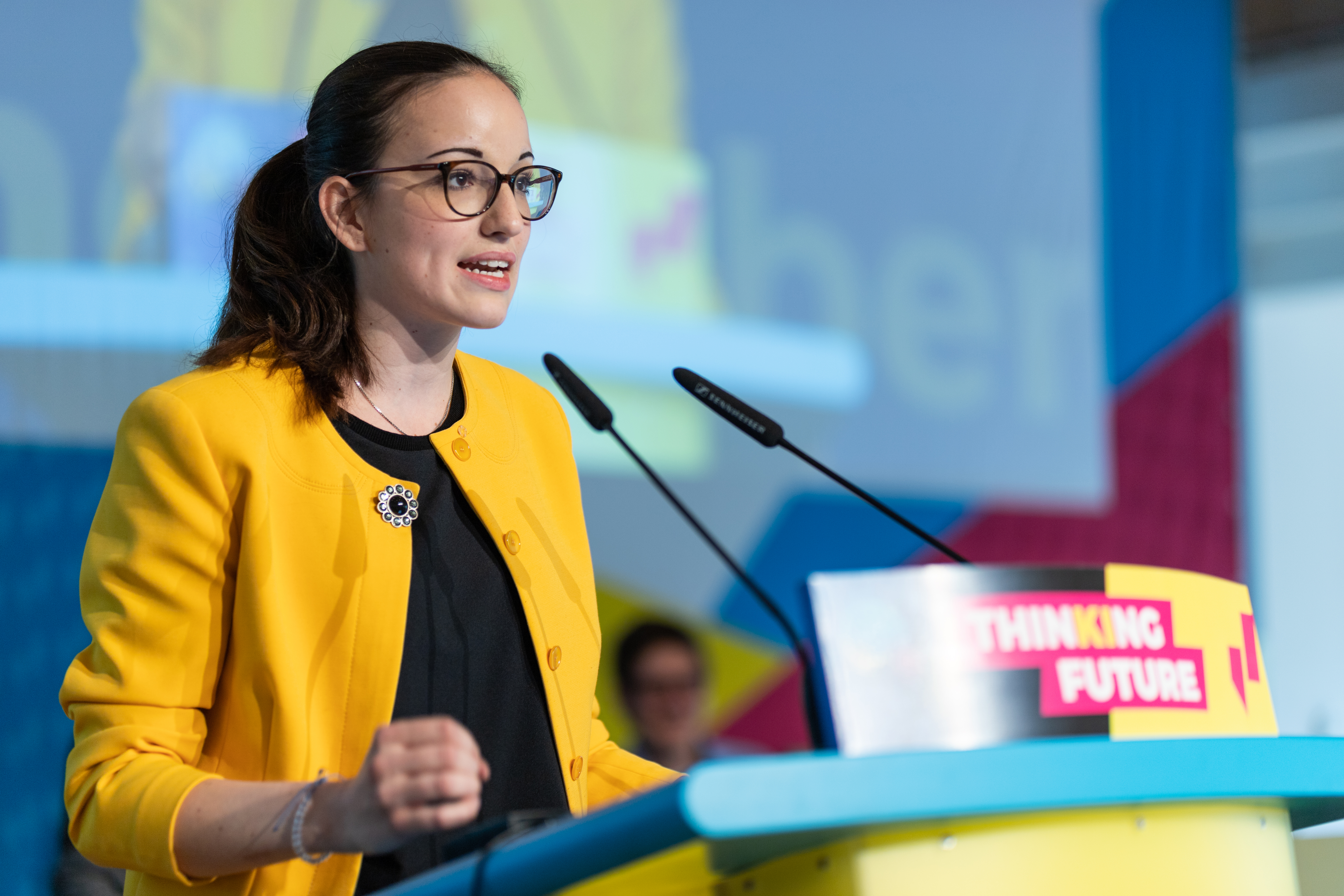
Fink-Trauschel auf dem 59. Bundeskongress der Jungen Liberalen in Oldenburg (2019)

Alena Fink-Trauschel (* 14. Februar 1999 in Bobingen) ist eine deutsche Politikerin der Freien Demokratischen Partei (FDP). Sie ist seit 2021 Mitglied des Landtags von Baden-Württemberg.

## Leben
Nach dem Abitur am Albertus-Magnus-Gymnasium Ettlingen im Jahr 2017 studierte Fink-Trauschel von 2018 bis 2019 International IT Business an der Hochschule für Technik und Wirtschaft in Karlsruhe. 2019 erfolgte der Wechsel auf das Studium der Volkswirtschaftslehre und Politikwissenschaft an der Ruprecht-Karls-Universität Heidelberg. 2023 erfolgte ein weiterer Wechsel an die FernUniversität Hagen für ein Studium der Politikwissenschaft, Verwaltungswissenschaft und Soziologie. Seit Juni 2023 ist sie verheiratet.

## Politik
Sie ist seit 2017 Mitglied der FDP. Im März 2019 wurde sie in den baden-württembergischen Landesvorstand der Jungen Liberalen gewählt, im Oktober 2019 folgte die Wahl in den Bundesvorstand. Daneben war sie seit Juli 2020 stellvertretende Vorsitzende des FDP-Stadtverbands Ettlingen, dessen Vorsitz sie im Juli 2022 übernahm. Seit August 2020 ist sie Mitglied im Landesvorstand der Liberalen Frauen und seit August 2022 stellvertretende Vorsitzende des FDP-Kreisverbandes Karlsruhe-Land. Im Juni 2023 wurde sie in den Landesvorstand der FDP Baden-Württemberg gewählt.
Im November 2020 wurde sie als FDP-Kandidatin im Landtagswahlkreis Ettlingen für die anstehende Landtagswahl in Baden-Württemberg 2021 nominiert. Beim Wahlgang am 14. März 2021 errang sie ein Zweitmandat. Mit einem Alter von 22 Jahren und einem Monat zum Zeitpunkt ihrer Wahl ist sie die jüngste Abgeordnete in der Geschichte des baden-württembergischen Landtags. Sie ist Mitglied des Ausschusses für Kultus, Jugend und Sport sowie des Ausschusses für Europa und Internationales. In der FDP/DVP-Fraktion ist sie Sprecherin für berufliche Bildung, Europapolitik, Musik, Frauen und LSBTTIQ sowie Vorsitzende des Arbeitskreises Europa und Internationales.
Im Dezember 2021 erhielt sie den vom European Liberal Forum erstmals vergebenen Liberal Award in der Kategorie „Rising Star“, im Frühjahr 2022 wurde sie vom Magazin Politik & Kommunikation ebenfalls als „Rising Star“ ausgezeichnet. Im Herbst 2022 wurde sie vom Magazin Capital (Deutschland) als einziges Mitglied eines Landesparlaments in die Liste der „40 unter 40“ in der Kategorie Politik des Jahres 2022 aufgenommen. Fink-Trauschel ist Teil der „Kohorte 2024“ des „Young Elected Politicians Programme“, dem Young-Leader-Programm des Ausschusses der Regionen der EU. 
Am 22. Dezember 2021 wurde Fink-Trauschel als Mitglied der 17. Bundesversammlung gewählt. Im Mai 2022 wurde sie vom Bundesvorstand der FDP zur Vorsitzenden des FDP-Bundesfachausschusses für Familie, Senioren, Frauen und Jugend berufen.
Bei den Kommunalwahlen am 9. Juni 2024 wurde Fink-Trauschel in den Gemeinderat der Stadt Ettlingen und in den Kreistag des Landkreises Karlsruhe-Land gewählt. In Letzterem fungiert sie als Fraktionsvorsitzende der FDP/ULi-Fraktion.